# Protoster
Een protoster is een ster-in-spé. Wanneer een voldoende groot stuk van een moleculaire wolk zich verdicht is verdere contractie niet te stoppen. Er vormt zich een bol van gas die uiteindelijk een nieuwe ster zal worden. Tijdens deze contractiefase wordt zwaartekrachtsenergie omgezet in warmte die door convectie naar buiten wordt getransporteerd en aan het oppervlak wordt weggestraald. Dit object wordt een protoster genoemd. In deze, net als in latere fases, is er overal evenwicht tussen de zwaartekracht en de naar binnen toenemende gasdruk. Om de weggestraalde warmte te compenseren trekt de protoster zich verder samen. De duur van deze fase wordt bepaald door het evenwicht tussen voortgaande contractie en uitgestraalde energie en wordt gegeven door de zogenaamde Kelvin-Helmholtztijd. Uiteindelijk zullen druk en temperatuur in het centrum van de protoster zo ver toenemen dat kernfusie op gang komt. Vanaf dat moment spreekt men van een jong stellair object (in het Engels 'Young Stellar object' of YSO). T Tauri-sterren en Herbig Ae/Be sterren zijn YSOs. In het Hertzsprung-Russelldiagram liggen protoster en YSO rechts van de hoofdreeks en bewegen zich daarnaartoe. In gasbollen lichter dan ongeveer een tiende van de massa van de zon bereiken de druk en de temperatuur in het centrum nooit de waarden om kernfusie op gang te brengen. Dergelijke objecten worden bruine dwergen genoemd.